# Alberto Valentini
Aldo Alberto Valentini González (25. november 1938 - 25. oktober 2009) var en chilensk fodboldspiller (forsvarer).
Valentini spillede 19 kampe for Chiles landshold, som han debuterede for i en venskabskamp mod Paraguay 18. december 1960. Han var med i landets trup til VM 1966 i England, men og spillede to af chilenernes tre kampe turneringen, hvor holdet blev slået ud efter det indledende gruppespil.
På klubplan repræsenterede Valentini Santiago Wanderers og Colo-Colo i hovedstaden Santiago, og vandt det chilenske mesterskab med begge klubber.

## Titler
Primera División de Chile
- 1958 med Santiago Wanderers
- 1970 og 1972 med Colo-Colo

Copa Chile
- 1959 og 1961 med Santiago Wanderers